# 聚竜駅
聚竜駅（しゅりゅうえき、中文表記: 聚龙站）は、中華人民共和国広東省広州市白雲区石槎路と西槎路と徳康路の交差点に位置する広州地下鉄8号線及び12号線の駅。

## 歴史
- 2020年11月26日：8号線の駅として開業[1]。
- 2023年12月28日：12号線の開業により、乗り換え駅となる[2]。

## 駅構造
両線とも島式ホーム1面2線を有する地下駅。8号線ホームは石槎路りの、12号線ホームは西槎路・徳康路りの地下にある。8号線石潭側に引き上げ線が2線ある。

### のりば
| 番線                    | 路線     | 行先           |
| ----------------------- | -------- | -------------- |
| 8号線ホーム（地下2階）  |          |                |
| 1                       | ■ 8号線  | 滘心方面       |
| 2                       | ■ 8号線  | 万勝囲方面     |
| 12号線ホーム（地下3階） |          |                |
| 3                       | ■ 12号線 | 広州体育館方面 |
| 4                       | ■ 12号線 | 潯峰崗方面     |

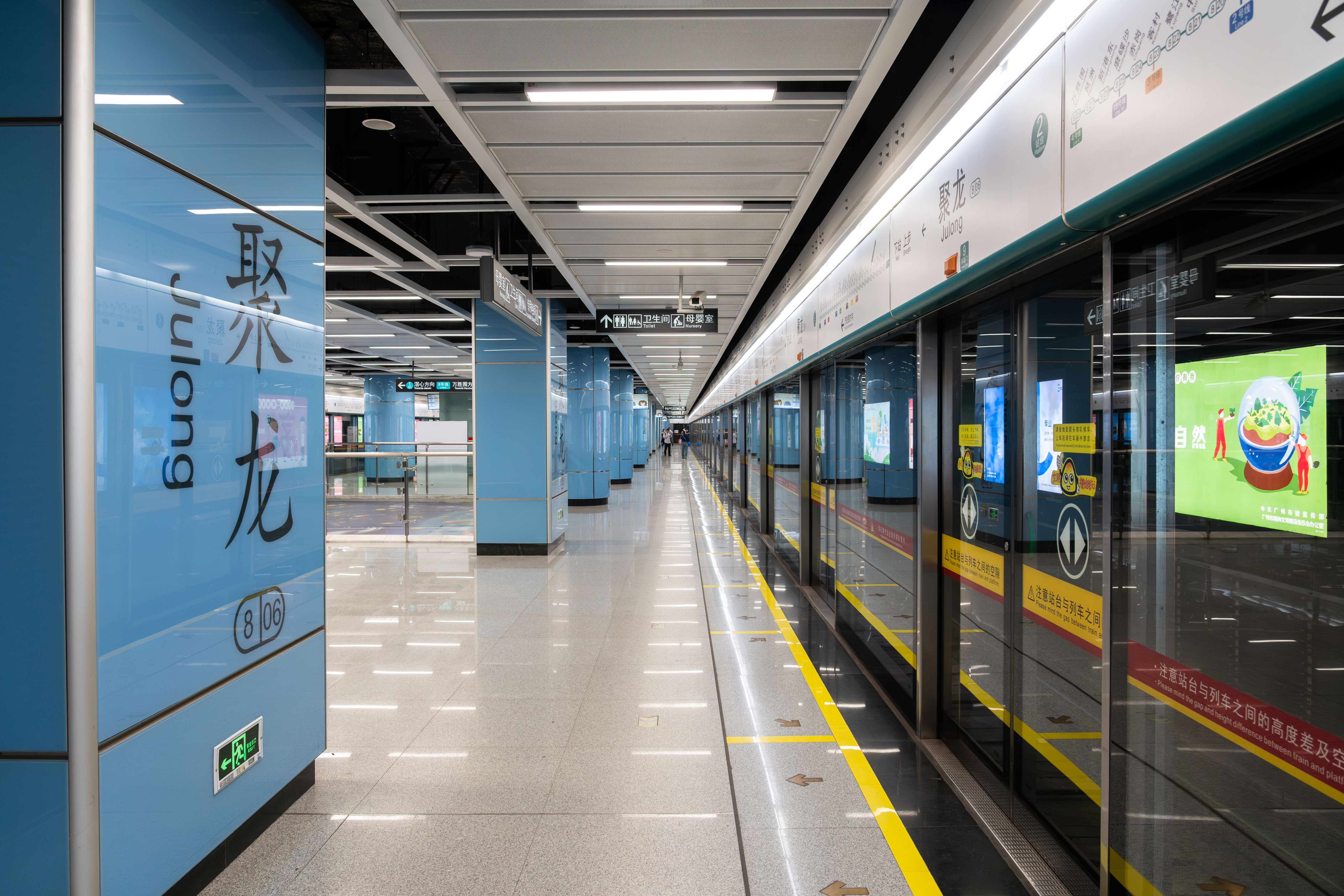
8号線ホーム（2024年4月）
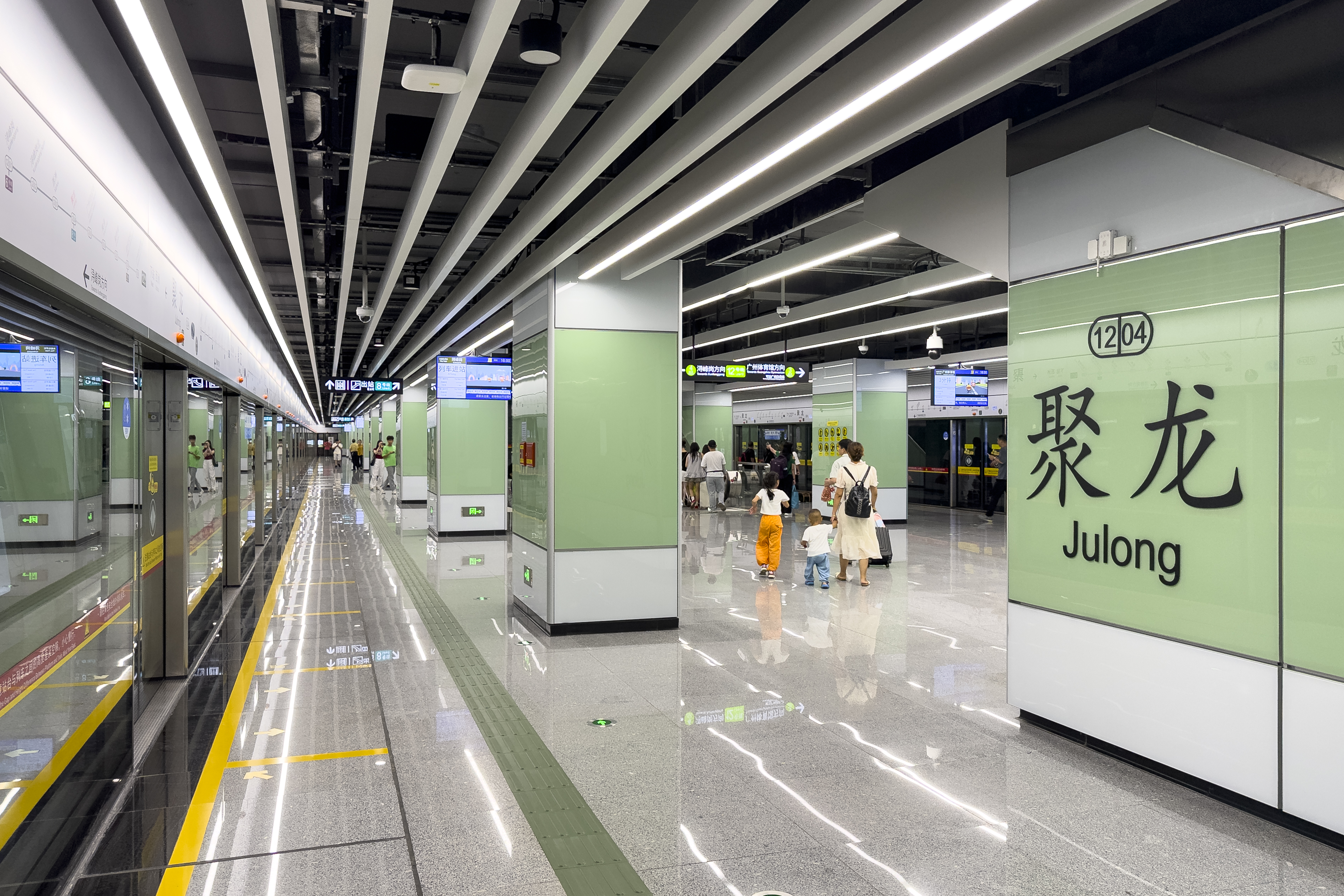
12号線ホーム（2025年6月）
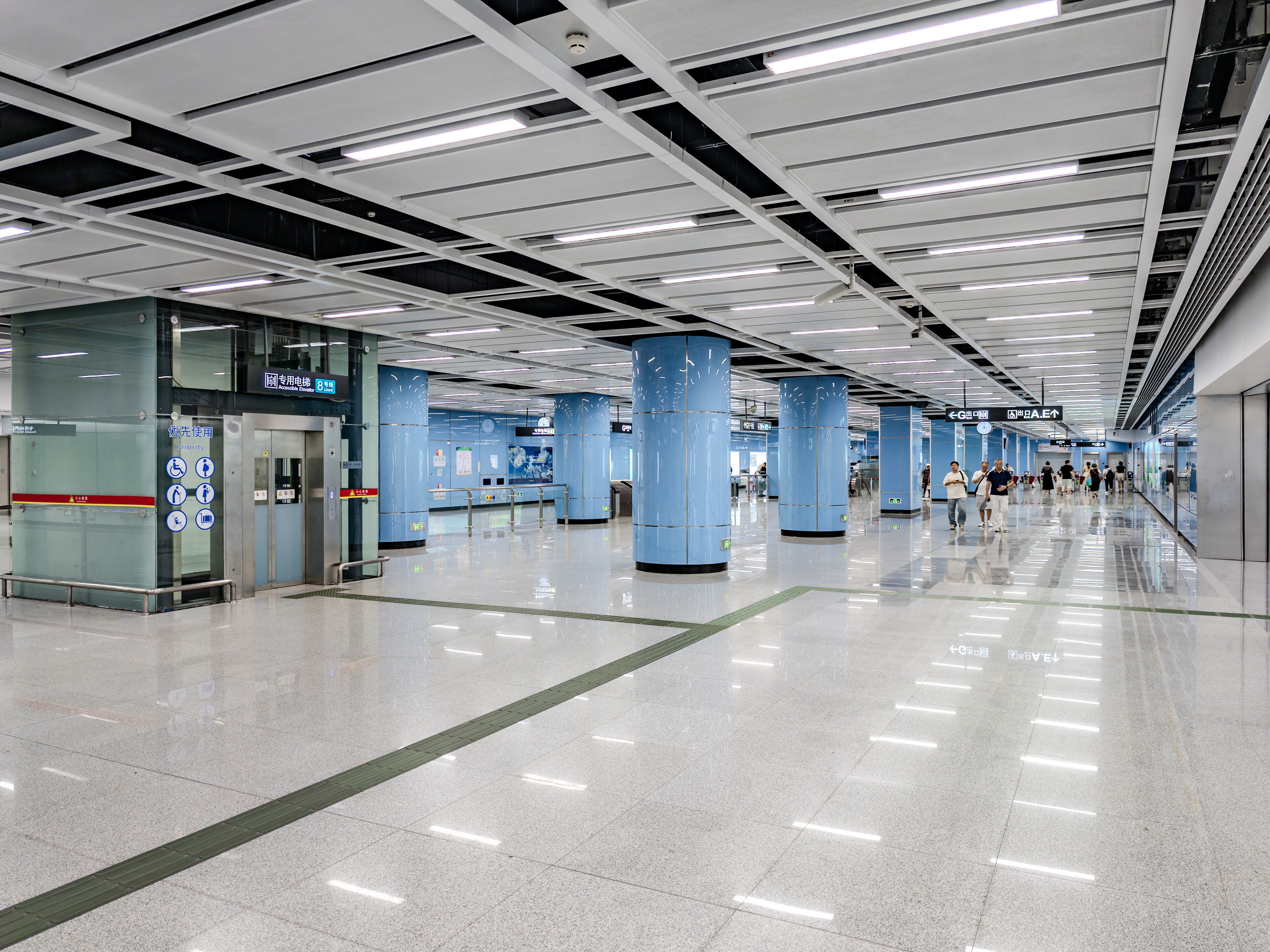
8号線コンコース（2025年7月）
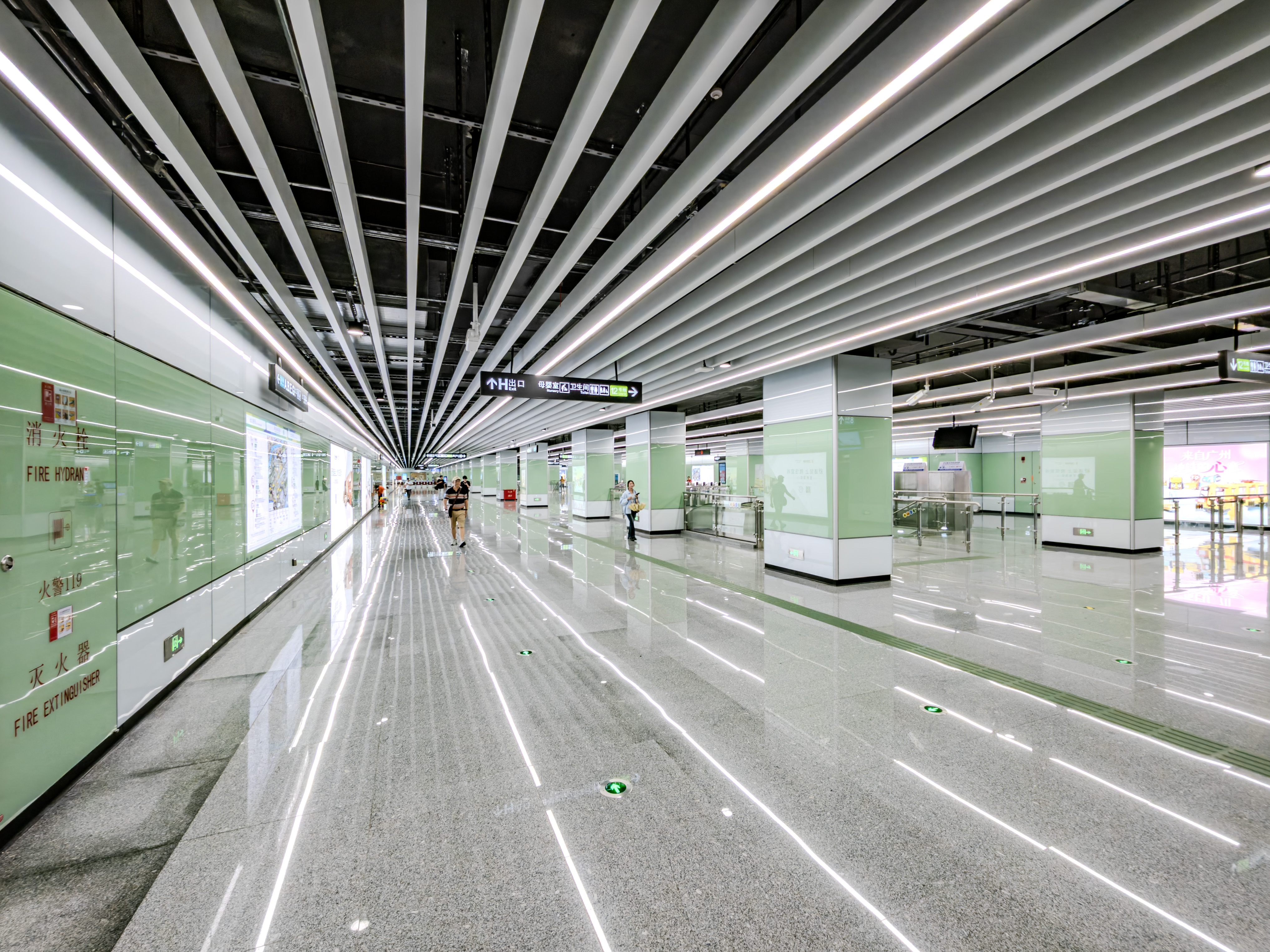
12号線コンコース（2025年7月）

## 駅周辺
- 茘湾新苑
- 徳勝花園
- 富駿商務大廈
- 富康広場
- 渓雨美居中心
- 名人中心
- 聚竜工業区
- 聚源商業広場
- 聚竜小区
- 万僑ビル
- 同徳苑

## 隣の駅
広州地下鉄
■ 8号線
石潭駅 805 - 聚竜駅 806 - 上歩駅 807
■ 12号線
西洲駅 1203 - 聚竜駅 1204 - 広州白雲駅 1205